# Orwianica
Postójne (ukr. Орв'яниця) – wieś na Ukrainie, w obwodzie rówieńskim, w rejonie sarneńskim, w hromadzie Dąbrowica. W 2001 liczyła 2002 mieszkańców, spośród których 1989 wskazało jako ojczysty język ukraiński, 6 rosyjski, 2 białoruski, a 5 ormiański. W 2019 liczyła 1821 mieszkańców.
W okresie międzywojennym wieś znajdowała się w granicach II RP, wchodząc w skład gminy Dąbrowica w powiecie sarneńskim, w województwie wołyńskim.